# Pedro Aznar
Pedro Aznar, född 23 juli 1959, är en argentinsk musiker och soloartist. 
Han är också en viktig gestalt inom argentinsk rock, där han i mitten av 1970-talet framträdde med grupper som  ALAS och Pastoral. Han blev en av de fyra medlemmarna i Seru Giran år 1978, ett de mest musikaliskt inflytelserika band som har dominerat Argentinas rock i de senaste åren. 1982 accepterade han en inbjudan från Pat Metheny att börja i The Pat Metheny Group, där han tillsammans med bandet spelade in tre Grammy-vinnande album. 
Efter det började han sin solokarriär, medan han arbetade på soundtracks till filmer. Hans album Tango 4 (1991) med  Charly García blev platinum och blev ansedd att vara årets bästa rockalbum i Argentina av Argentine Association of Entertainment Critics.
Han spelade in en cover på Elton Johns hitlåt: Ya no hay forma de pedir perdón (bokstavligt, "There's no more way to ask forgiving"), "Sorry seems to be the hardest word"
Han är en multiinstrumentalist och författare till flera diktböcker publicerade i Argentina.

## Diskografi

### Solo
- 1982 – Pedro Aznar
- 1985 – Contemplación
- 1986 – Fotos De Tokyo
- 1986 – Hombre Mirando Al Sudeste
- 1989 – Ultimas Imágenes Del Naufragio
- 1995 – David Y Goliath
- 1995 – No Te Mueras Sin Decirme a Dónde Vas
- 1998 – Cuerpo Y Alma
- 2000 – Caja De Música
- 2001 – Huellas En La Luz
- 2002 – Parte De Volar
- 2002 – Cuando La Lluvia Te Bese Los Pies
- 2002 – Pedro Aznar En Vivo
- 2003 – Mudras - Canciones De a Dos
- 2005 – Aznar Canta Brasil
- 2006 – A Roar of Southern Clouds
- 2008 – Quebrado
- 2010 - A Solas Con el Mundo

### Pat Metheny Group
- 1984 – First Circle
- 1985 – The Falcon and the Snowman
- 1989 – Letter from Home
- 1993 – The Road to You